# Telmatophilus brevicollis
Telmatophilus brevicollis är en skalbaggsart som beskrevs av Aubé 1862. Telmatophilus brevicollis ingår i släktet Telmatophilus, och familjen fuktbaggar. Arten är reproducerande i Sverige.